# Уацилла
Уа́цилла (осет. Уацилла / Уацелиа «святой Илья») — герой осетинского нартского эпоса, дзуар-громовержец в традиционной религии осетин. Уацилла является небесным жителем, который находится в состоянии постоянной вражды с нартами.
Также название земледельческого праздника, который отмечался в понедельник третьей недели после Пятидесятницы.

## Мифология
В осетинской мифологии Уацилла — громовержец и повелитель бурь, покровитель земледелия и урожая, поэтому он называется «хлебным Уацилла». Ему было посвящено несколько святилищ, среди которых самое известное — Тбау-Уацилла — находится на горе Тбау в Даргавском ущелье. Во время обряда три пирога Уацилла посвящён третий тост.
Уацилла приковал к луне чудовище Артауза, сотворённого Богом для добра, который, однако, ослушавшись Бога, стал учить людей злу. Артауз постоянно грызёт свои цепи на луне, пытаясь освободиться и расправиться с жителями земли. Также Уацилла внимательно следит за новорождённым змеевидным чудовищем Руймоном, который может, увеличившись до неимоверных размеров, уничтожить всех людей, живущих на земле.